# فریدریش راتسلر
فریدریش راتسل (انگلیسی: Friedrich Ratzel؛ ۳۰ اوت ۱۸۴۴ – ۹ اوت ۱۹۰۴) یک جغرافی‌دان و قوم‌نگار اهل آلمان بود. 